# Fleuve marin côtier

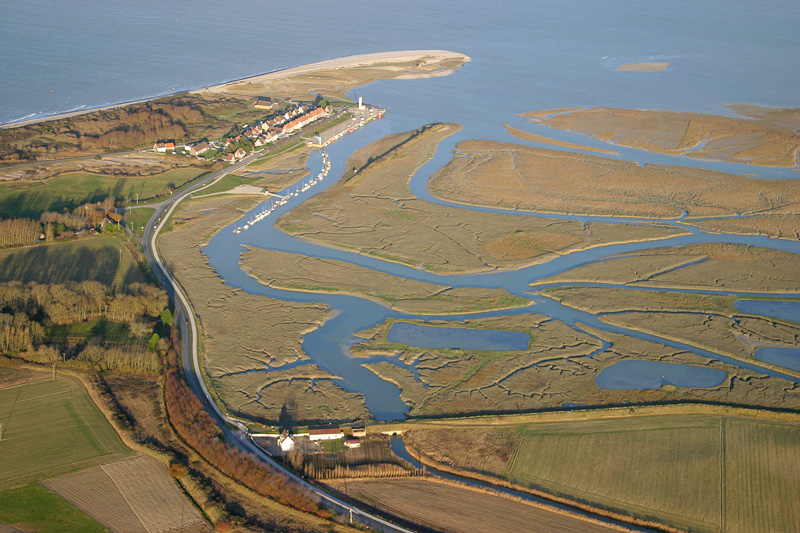
Haven van Le Hourdel, op de Poulier van het estuarium van de Somme

De Fleuve marin côtier is een zeestroming voor de kust van Normandië en Picardië.
Deze zeestroming loopt langs de kust en neemt het water op van een aantal rivieren die in zee stromen. Het is een stroming van minder zout water in Het Kanaal, welke tot bij Cap Gris-Nez meetbaar is. Deze stroming komt mede onder invloed van de Corioliskracht tot stand.
De stroming neemt achtereenvolgens het water op van de Seine, de Bresle, de Somme, de Authie, de Canche, de Liane, de Wimereux en de Slack.
Deze kuststroming is van belang voor de visserij, de schelpdiercultuur, windenergie, scheepvaart en toerisme. De stroming is van grote invloed op de vorm van de Picardische estuaria, waaronder de naar het noorden gerichte zandtong op de zuidoever (poulier).